# در دستان دشمن (فیلم)
در دستان دشمن (به انگلیسی: In Enemy Hands) فیلمی محصول سال ۲۰۰۴ و به کارگردانی تونی گیگلیو است. در این فیلم بازیگرانی همچون ویلیام اچ میسی، تیل شوایگر، توماس کرچمان، اسکات کان، لورن هالی، جرمی سیستو، ایان سامرهلدر، کارمینه جوویناتزو، سم هانتیگتون، کریس الیس، زاندر برکلی، اسون-اوله تورسن، ای جی باکلی و گوین هود ایفای نقش کرده‌اند.